# Opera Nomadi
L'Opera Nomadi è un'associazione italiana senza fini di lucro, che opera in diverse regioni d'Italia per favorire l'integrazione delle minoranze rom, sinti e camminanti nella società italiana, ottenere il riconoscimento di Rome e Sinti come minoranza etnica e linguistica, contrastare i pregiudizi diffusi in particolare sulla popolazione rom, ed esercitare opera di mediazione culturale fra dette minoranze e la cultura maggioritaria.

## Storia
L'Opera Nomadi viene fondata a Bolzano nel 1963 da don Bruno Nicolini, inizialmente come associazione regionale del solo Trentino-Alto Adige, e poi trasformata in associazione nazionale nel 1965; successivamente è elevata al rango di Ente Morale Nazionale, per effetto del Decreto del presidente della Repubblica n. 347 del 26 marzo 1970. Ha una struttura nazionale che si riunisce periodicamente a Roma ed elegge ogni 3 anni un Presidente e un Direttivo, analogamente alle sezioni locali.
L'Associazione è tuttora attiva in diverse regioni italiane, dove forma mediatori culturali e collabora con scuole ed enti pubblici.
Ufficialmente è una associazione di promozione sociale e attualmente il Presidente Nazionale è Massimo Converso.

## Collaborazioni con enti pubblici
Il 22 giugno 2005 ha sottoscritto con il Ministero dell'Istruzione, dell'Università e della Ricerca un protocollo d'intesa per la tutela dei minori zingari, nomadi e viaggianti, della durata di tre anni, nel quale il ministero si impegnava tra l'altro a promuovere iniziative per contrastare l'abbandono scolastico e la dispersione scolastica per i minori Rom, Sinti e Camminanti, a favorirne l'integrazione e a promuovere la formazione e l'aggiornamento di docenti e operatori.
Il 23 giugno 2005 i rappresentanti dell'associazione hanno partecipato ad un'audizione presso la Commissione parlamentare per l'Infanzia, nell'ambito di un'indagine conoscitiva sull'infanzia in stato di abbandono o semiabbandono e sulle forme per la sua tutela ed accoglienza.
Il 10 maggio 2007 il Coordinamento Regionale Veneto dell'Opera Nomadi ha siglato un Protocollo di intesa con l'Ufficio Scolastico Regionale per il Veneto che prevede, tra i suoi obiettivi generali, la sensibilizzazione e la qualificazione del personale scolastico, il coinvolgimento delle famiglie degli alunni sinti, rom e camminanti e la realizzazione di iniziative di sensibilizzazione della popolazione veneta sui problemi dell'inserimento scolastico di tali.
Dal 2008 collabora attivamente al censimento etnico delle minoranze Rom e Sinti nel Comune di Roma.